# AZU1
AZU1 (англ. Azurocidin 1) – білок, який кодується однойменним геном, розташованим у людей на короткому плечі 19-ї хромосоми. Довжина поліпептидного ланцюга білка становить 251 амінокислот, а молекулярна маса — 26 886.
| 10         |  | 20         |  | 30         |  | 40         |  | 50         |
| ---------- |  | ---------- |  | ---------- |  | ---------- |  | ---------- |
| MTRLTVLALL |  | AGLLASSRAG |  | SSPLLDIVGG |  | RKARPRQFPF |  | LASIQNQGRH |
| FCGGALIHAR |  | FVMTAASCFQ |  | SQNPGVSTVV |  | LGAYDLRRRE |  | RQSRQTFSIS |
| SMSENGYDPQ |  | QNLNDLMLLQ |  | LDREANLTSS |  | VTILPLPLQN |  | ATVEAGTRCQ |
| VAGWGSQRSG |  | GRLSRFPRFV |  | NVTVTPEDQC |  | RPNNVCTGVL |  | TRRGGICNGD |
| GGTPLVCEGL |  | AHGVASFSLG |  | PCGRGPDFFT |  | RVALFRDWID |  | GVLNNPGPGP |
| A          |  |            |  |            |  |            |  |            |

A: Аланін

C: Цистеїн

D: Аспарагінова кислота

E: Глутамінова кислота

F: Фенілаланін

G: Гліцин

H: Гістидин

I: Ізолейцин

K: Лізин

L: Лейцин

M: Метіонін

N: Аспарагін

P: Пролін

Q: Глутамін

R: Аргінін

S: Серин

T: Треонін

V: Валін

W: Триптофан

Кодований геном білок за функціями належить до антибіотиків, антимікробних білків, гомологів серинових протеаз. 
Задіяний у такому біологічному процесі, як хемотаксис. 
Білок має сайт для зв'язування з молекулою гепарину. 
Локалізований у мембрані.